# Distretto del Kannada Meridionale
Il distretto del Kannada Meridionale è un distretto del Karnataka, in India, di 1 896 403 abitanti. È situato nella divisione di Mysore e il suo capoluogo è Mangalore.